# رامحة (نبات)
الرامحة (الاسم العلمي:Dovyalis) هي جنس من النباتات تتبع الفصيلة الصفصافية من رتبة الملبيغيات.

## أنواع نبات الرامحة
- رامحة نبقية
- رامحة حبشية
- رامحة جنوب أفريقية
- رامحة كاميرونية
- رامحة نضرة الثمار
- رامحة خشنة الأوبار
- رامحة طويلة الأشواك
- رامحة صافية
- رامحة كبيرة الكأسية
- رامحة كبيرة الثمار
- رامحة رخوة
- رامحة مستديرة الأوراق
- رامحة شوكاء
- رامحة ثؤلولية
- رامحة صفراء الثمار
- رامحة زنكرية
- رامحة زايرية